# It's a Beautiful Day
It's a Beautiful Day foi uma banda formada em São Francisco, Califórnia, em 1967, por ideia do violinista David LaFlamme.
LaFlamme, um ex-solista da Utah Symphony Orchestra, já havia feito parte da banda Orkustra e tocava um incomum violino de cinco cordas. Os outros membros eram sua esposa Linda (teclados), Pattie Santos (vocais), Hal Wagenet (guitarra), Mitchell Holman (baixo) e Val Fuentes (bateria). Apesar de eles terem sido uma das primeiras e mais importantes bandas de São Francisco a surgirem no Verão do Amor, o It’s a Beautiful Day nunca alcançou o mesmo sucesso de seus contemporâneos Grateful Dead, Jefferson Airplane e Santana, com os quais eles tinham conexões.  O It’s A Beautiful Day criou uma mistura única de rock, jazz, folk, clássico e worldbeat durante os sete anos em que a banda oficialmente esteve ativa.

## Primórdios: 1967–1969
O empresário original do grupo, Matthew Katz, havia anteriormente trabalhado com o Jefferson Airplane e o Moby Grape.  Os membros do It's a Beautiful Day não estavam cientes de que os outros dois grupos já haviam tentado terminar as suas parcerias comerciais com Katz.  Durante 1967 e começo de 1968, Katz impediu o It's a Beautiful Day de se apresentar em São Francisco, sob a justificativa de que eles ainda não estavam preparados.  Ele agendou a primeira apresentação da banda em um clube que ele controlava em Seattle, Washington, anteriormente conhecido como Encore Ballroom.  Katz renomeou o clube como "San Francisco Sound".  Enquanto esteve em Seattle, o grupo viveu no sótão de uma antiga casa de propriedade de Katz enquanto escrevia e ensaiava novas canções entre as performances em clubes.  Poucos clientes foram ao clube durante o tempo em que o It's a Beautiful Day esteve em Seattle, em dezembro de 1967.
A canção assinatura do grupo, "White Bird", foi inspirada nas experiências que David e Linda LaFlamme tiveram enquanto viviam em Seattle.  Em uma irônica relação de antonímia ao nome da banda (que em português significa "é um lindo dia"), a triste canção foi parcialmente inspirada no clima chuvoso de inverno de Seattle.  Em uma entrevista posterior, David LaFlamme disse:
"De onde a coisa 'white bird' veio ... Nós éramos como pássaros engaiolados naquele sótão.  Nós não tínhamos dinheiro, não tínhamos transporte, o clima era ruim. Nós mal estávamos sobrevivendo com uma quantidade muito pequena de comida que nos era fornecida. Foi uma experiência incomum, mas foi muito criativa de certo modo."
Na época em que os membros do grupo retornaram a São Francisco, eles estavam quebrados e frustrados com as tentativas de Katz manipular a carreira da banda.  No desespero, eles começaram a tocar em alguns clubes sem a aprovação de Katz.  A banda gradualmente começou a ganhar algum reconhecimento e a lucrar. O It's a Beautiful Day obteve a sua primeira grande oportunidade quando foi oferecida uma chance para abrir para o Cream no Oakland Coliseum em 4 de outubro de 1968.  Acerca do mesmo período, o grupo começou um longo processo de tentar desvincular-se de Katz.
O álbum de estreia da banda, It's a Beautiful Day, foi produzido por David LaFlamme em Los Angeles e lançado pela Columbia Records em 1969.  Ele continha canções como "White Bird", "Hot Summer Day" e "Time Is".  O tema da canção "Bombay Calling" foi mais tarde utilizado, em um tempo mais lento, pelo Deep Purple em "Child in Time" no álbum Deep Purple in Rock. Os vocais e violinos de David LaFlamme e os vocais de Pattie Santos chamaram atenção, incluindo execução nas rádios FM, e nacionalmente "White Bird" alcançou a posição #118 da Bubbling Under Hot 100 Singles.

## Década de 1970 e retorno
Por volta de 1970, a formação original da banda já havia mudado um tanto; os LaFlammes haviam se separado e Linda deixou a banda, sendo substituída por Fred Webb. O álbum seguinte, Marrying Maiden, lançado em 1970, incluía canções memoráveis e também teve sucesso nas paradas. Naquele ano, a banda também tocou no Holland Pop Festival no Kralingse Bos em Roterdã, Países Baixos, e no UK Bath Festival. Tom Fowler (que depois foi baixista da banda de Frank Zappa) e Bill Gregory entraram na banda em março de 1971, com a primeira performance ao vivo de ambos na banda sendo na famosa rádio de São Francisco KSAN, com o apresentador Tom Donahue os apresentando como os dois novos membros da banda.
A banda continuou a gravar com o álbum Choice Quality Stuff/Anytime em 1971 e o álbum ao vivo Live At Carnegie Hall em 1972, excursionando até 1974 quando eles terminaram. Em 1976, a versão solo de LaFlamme de "White Bird" finalmente alcançou a Billboard Hot 100, atingindo a posição #89. Pattie Santos foi morta em um acidente de carro em 14 de dezembro de 1989.
O It's a Beautiful Day reuniu-se em 1997 sob o nome de "David LaFlamme Band" bem como o de "It's a Beautiful Day" por algum tempo, pois Katz brevemente ficou sem renovar os seus direitos autorais de uso do nome. A banda apresenta o fundador David LaFlamme e o baterista original Val Fuentes. Os outros membros da banda são a atual esposa de LaFlamme, Linda Baker LaFlamme (vocais), Toby Gray (baixo e produção), Gary Thomas (teclados e produção), Rob Espinosa (guitarras) e Michael Prichard (percussão).  Eles continuam a tocar atualmente (2009), tendo excursionado com o Jefferson Starship em 2007, e LaFlamme fez contribuições para o álbum do Jefferson Starship de 2008, Jefferson's Tree of Liberty. Essa formação é a versão de maior continuidade da banda a já tocar o material do IABD.
Uma versão de "White Bird" feita pela violinista Vanessa-Mae foi lançada em 2001 e alcançou o número 66 na UK Singles Chart. A canção também foi gravada pelo virtuoso do bluegrass Sam Bush, bem como por incontáveis outros artistas regionais através dos anos.

## Músicos
- David LaFlamme - violino
- Linda LaFlamme - teclado, backing vocals, pandeireta
- Pattie Santos - vocal
- Hal Wagenet - guitarra
- Mitchell Holman - baixo (1967–1971)
- Tom Fowler - baixo (1971–1974)
- Val Fuentes  - bateria
- Fred Webb - teclado (1970–1974)
- Bill Gregory - guitarra (1971–1974)
- Greg Bloch - violino, bandolim (1972)

## Discografia

### Álbuns
- It's a Beautiful Day (1969) No. 47 na US Albums Chart/No. 58 na UK Albums Chart, 1970
- Marrying Maiden (1970) No. 28 na US Albums Chart/No. 45 na UK Albums Chart, 1970
- Choice Quality Stuff/Anytime (1971) No. 130 na US Albums Chart
- Live At Carnegie Hall (1972) No. 144 na US Albums Chart
- It's a Beautiful Day...Today (1972) No. 114 na US Albums Chart
- 1001 Nights (Compilation) (1974)
- White Bird Amherst Records (1977)
- Inside Out Amherst Records (1978)
- It's A Beautiful Day / Marrying Maiden (Relançamento) (1998)
- Beyond Dreams (2003)
- David LaFlamme - Live in Seattle (2003)
- David LaFlamme - Misery Loves Company (2005)

### Singles
- "Bulgaria" / "Aquarian Dream" (1968) San Francisco Sound 7
- "White Bird" / "Wasted Union Blues" (1969) Columbia 44928
- "Soapstone Mountain" / "Good Lovin'" (1970) Columbia 45152
- "The Dolphins" / "Do You Remember The Sun" (1970) Columbia 45309
- "Anytime" / "Oranges and Apples" (1972) Columbia 45536
- "White Bird" (live) / "Wasted Union Blues" (live) (1973) Columbia 45788
- "Ain't That Lovin' You Baby" / "Time" (1973) Columbia 45853